# O Silêncio Q Precede O Esporro
O Silêncio Q Precede O Esporro är det femte albumet av brasilianska bandet O Rappa. Producerad av Tom Capone och O Rappa. Skivbolaget Warner Music.

## Låtlista
1. "0'52" - 0:52
2. "Reza Vela" - 4:56
3. "0'05" - 0:05
4. "Rodo Cotidiano" – 6:13
5. "Papo De Surdo E Mudo" – 5:41
6. "0'04" - 0:04
7. "Bitterusso Champagne" - 6:50
8. "0'04" - 0:04
9. "Mar De Gente" - 5:35
10. "O Salto" - 6:17
11. "1'46" - 1:46
12. "Linha Vermelha" - 3:30
13. "Pára Pegador" - 4:18
14. "1'15" - 1:08
15. "0'21" – 0:21
16. "0'14" – 0:14
17. "Óbvio" - 4:17
18. "0'41" - 0:41
19. "Maneiras" - 4:15
20. "O Novo Já Nasce Velho" - 4:11
21. "Deus Lhe Pague" - 3:28
22. "1'38" - 1:38
23. "O Salto II" - 3:23